# Athyrium tokashikii
Athyrium tokashikii är en majbräkenväxtart som beskrevs av Kurata. Athyrium tokashikii ingår i släktet Athyrium och familjen Athyriaceae. Inga underarter finns listade.